# Viviana Olivares
Viviana Cecilia Olivares (* 16. August 1994) ist eine chilenische Leichtathletin, die sich auf den Sprint spezialisiert hat.

## Sportliche Laufbahn
Erste internationale Erfahrungen sammelte Viviana Olivares im Jahr 2011, als sie bei den Juniorensüdamerikameisterschaften in Medellín in 12,17 s den sechsten Platz im 100-Meter-Lauf belegte und über 200 Meter mit 25,54 s auf Rang acht gelangte. Zudem gewann sie mit der chilenischen 4-mal-100-Meter-Staffel in 46,97 s die Bronzemedaille und belegte mit der 4-mal-400-Meter-Staffel in 4:10,12 min den fünften Platz. Im Jahr darauf schied sie bei den Juniorenweltmeisterschaften in Barcelona mit 12,00 s und 24,87 s jeweils in der ersten Runde über 100 und 200 Meter aus. Anschließend siegte sie in 45,61 s in der 4-mal-100-Meter-Staffel bei den U23-Südamerikameisterschaften in São Paulo. 2013 belegte sie bei den Südamerikameisterschaften in Cartagena in 45,53 s den vierten Platz mit der Staffel und anschließend schied sie bei den Juegos Bolivarianos in Trujillo mit 12,37 s im Vorlauf über 100 Meter aus und wurde in 45,31 s Vierte im Staffelbewerb. 2016 schied sie bei den Ibero-Amerikanischen Meisterschaften in Rio de Janeiro mit 12,11 s im Vorlauf über 100 Meter aus und gewann mit der 4-mal-400-Meter-Staffel in 3:42,47 min die Bronzemedaille hinter den Teams aus Brasilien und Spanien. Zudem belegte sie mit der 4-mal-100-Meter-Staffel in 45,09 s den sechsten Platz. Im Jahr darauf verpasste sie bei den Südamerikameisterschaften in Luque mit 11,95 s den Finaleinzug über 100 Meter und belegte mit der 4-mal-100-Meter-Staffel in 46,02 s den vierten Platz. 2023 gewann sie bei den Südamerikameisterschaften in São Paulo mit der Staffel mit neuem Landesrekord von 44,40 s gemeinsam mit Isidora Jiménez, Anaís Hernández und Javiera Cañas die Bronzemedaille hinter den Teams aus Brasilien und Kolumbien. Bei den IAAF World Relays 2024 in Nassau wurde sie in 44,40 s Sechste im B-Lauf über 4-mal 100 Meter in der 2. Qualifikationsrunde für die Olympischen Spiele. Kurz darauf gewann sie mit der Staffel in 44,56 s die Bronzemedaille bei den Ibero-Amerikanischen Meisterschaften in Cuiabá hinter Brasilien und Kolumbien.
In den Jahren 2016 und 2019 wurde Olivares chilenische Meisterin im 100-Meter-Lauf.

## Persönliche Bestzeiten
- 100 Meter: 11,64 s (+2,0 m/s), 14. September 2023 in Santiago de Chile
- 200 Meter: 24,48 s (+0,1 m/s), 7. Mai 2012 in Puno